# Francisco Morato
Francisco Morato – miasto i gmina w Brazylii, w stanie São Paulo. Znajduje się w mezoregionie Metropolitana de São Paulo i mikroregionie Franco da Rocha.